# May Blick
May Blick est une joueuse de tennis australienne de l'entre-deux-guerres. 
Elle a notamment été finaliste aux Internationaux d'Australie en 1936 à la fois en double dames (aux côtés de Katherine Woodward) et en double mixte (avec Abe Kay). 

## Palmarès (partiel)

### Finale en double dames
| No | Date       | Nom et lieu du tournoi            | Catégorie | Surface      | Vainqueures               | Partenaire         | Score    |          |
| -- | ---------- | --------------------------------- | --------- | ------------ | ------------------------- | ------------------ | -------- | -------- |
| 1  | 20-01-1936 | Australian Championships Adélaïde | G. Chelem | Gazon (ext.) | Thelma Coyne Nancye Wynne | Katherine Woodward | 6-2, 6-4 | Parcours |

### Finale en double mixte
| No | Date       | Nom et lieu du tournoi            | Catégorie | Surface      | Vainqueures                   | Partenaire | Score    |          |
| -- | ---------- | --------------------------------- | --------- | ------------ | ----------------------------- | ---------- | -------- | -------- |
| 1  | 20-01-1936 | Australian Championships Adélaïde | G. Chelem | Gazon (ext.) | Nell Hall Hopman Harry Hopman | Abe Kay    | 6-2, 6-0 | Parcours |

## Parcours en Grand Chelem (partiel)
Si l’expression « Grand Chelem » désigne classiquement les quatre tournois les plus importants de l’histoire du tennis, elle n'est utilisée pour la première fois qu'en 1933, et n'acquiert la plénitude de son sens que peu à peu à partir des années 1950.

### En simple dames
| Année | Championnat d'Australie | Championnat d'Australie | Internationaux de France | Internationaux de France | Wimbledon | Wimbledon | US National | US National |
| ----- | ----------------------- | ----------------------- | ------------------------ | ------------------------ | --------- | --------- | ----------- | ----------- |
| 1933  | 1er tour (1/16)         | Gladys Toyne            | -                        | -                        | -         | -         | -           | -           |
| 1934  | 2e tour (1/8)           | A. Hattersley           | -                        | -                        | -         | -         | -           | -           |
| 1935  | 1/4 de finale           | Dorothy Round           | -                        | -                        | -         | -         | -           | -           |
| 1936  | 1/2 finale              | Joan Hartigan           | -                        | -                        | -         | -         | -           | -           |
| 1937  | 2e tour (1/8)           | Joan Hartigan           | -                        | -                        | -         | -         | -           | -           |
| 1938  | 2e tour (1/8)           | May Hardcastle          | -                        | -                        | -         | -         | -           | -           |
| 1939  | 1/4 de finale           | Thelma Coyne            | -                        | -                        | -         | -         | -           | -           |

À droite du résultat, l’ultime adversaire.

### En double dames
| Année | Championnat d'Australie    | Championnat d'Australie   | Internationaux de France | Internationaux de France | Wimbledon | Wimbledon | US National | US National |
| ----- | -------------------------- | ------------------------- | ------------------------ | ------------------------ | --------- | --------- | ----------- | ----------- |
| 1933  | 1/2 finale Truda Cox       | Joan Hartigan M. Gladman  | -                        | -                        | -         | -         | -           | -           |
| 1934  | 1er tour (1/8) Truda Cox   | A. Hattersley Vera Selwyn | -                        | -                        | -         | -         | -           | -           |
| 1935  | 1er tour (1/8) K. Woodward | Nancy Chitty D. Malcolm   | -                        | -                        | -         | -         | -           | -           |
| 1936  | Finale K. Woodward         | Thelma Coyne Nancye Wynne | -                        | -                        | -         | -         | -           | -           |
| 1937  | 1/2 finale Joan Hartigan   | Nell Hall Emily Hood      | -                        | -                        | -         | -         | -           | -           |
| 1939  | 1/2 finale M. Wilson       | Thelma Coyne Nancye Wynne | -                        | -                        | -         | -         | -           | -           |

Sous le résultat, la partenaire ; à droite, l’ultime équipe adverse.

### En double mixte
| Année | Championnat d'Australie    | Championnat d'Australie | Internationaux de France | Internationaux de France | Wimbledon | Wimbledon | US National | US National |
| ----- | -------------------------- | ----------------------- | ------------------------ | ------------------------ | --------- | --------- | ----------- | ----------- |
| 1935  | 2e tour (1/8) J. Clemenger | L. Bickerton C. Boussus | -                        | -                        | -         | -         | -           | -           |
| 1936  | Finale Abe Kay             | Nell Hall Harry Hopman  | -                        | -                        | -         | -         | -           | -           |
| 1937  | 1/4 de finale Neil Turvey  | Nancye Wynne Edgar Moon | -                        | -                        | -         | -         | -           | -           |
| 1939  | 1/4 de finale G. Holland   | M. Wilson John Bromwich | -                        | -                        | -         | -         | -           | -           |

Sous le résultat, le partenaire ; à droite, l’ultime équipe adverse.